# Вінцентово (Слупецький повіт)
Вінцентово (пол. Wincentowo) — село в Польщі, у гміні Заґурув Слупецького повіту Великопольського воєводства.
У 1975-1998 роках село належало до Конінського воєводства.